# 鋰燃燒
鋰燃燒是恆星中一個耗盡鋰的核反應。鋰普遍存在於棕矮星，但不存在於低質量恆星中。恆星，其定義為核心足以達到氫融合的高溫（2.5 × 106 K）條件，會迅速的消耗掉它們的鋰。

## 鋰-7
鋰-7為鋰中豐量最高的同位素，當當鋰-7和質子碰撞時會產生兩個氦-4的原子核，從而消耗掉鋰。出現這種反應的溫度正在氫融合所必須的溫度之下。在低質量的恆星，對流確保了整體的鋰將被反應殆盡，因此在棕矮星的候選者中，是否存在鋰的譜線是個很重要的指標，存在的可能是棕矮星，否則它就是顆次恆星。

## 鋰-6
對53顆金牛T星鋰豐度的研究，已經發現鋰枯竭強烈的與大小相關聯，暗示鋰燃燒融合是經由P-P鏈進行的。當前主序最後階段的高度對流和不穩定期間，林收縮可能是金牛T星能量的主要來源之一。快速自轉往往會提高混合，增加鋰的運輸進入更深層，使它們在那裏被摧毀。T星的自轉速度會隨著年齡而增加，通過收縮使自轉加速，以使角動量守恆。隨著年齡的增長，這會導致鋰的流失率增加。鋰燃燒也會增著溫度和質量的增加而增加，並且大多數最多只持續約略超過一億年。
鋰燃燒的P-P鏈如下所示： 
P + Li-6 -> Be-7 （不穩定）
Be-7 + e -> Li-7 + ν
P + Li-7 -> Be-8 （不穩定）
Be-8 -> 2He-4 + 能量
這不會發生在質量低於木星60倍的天體。用這種方法，可以依據鋰的消耗來計算恆星的年齡。

## 鋰測試
使用鋰來區分棕矮星的候選者和低質量恆星的方法稱為鋰測試，最早是由Rafael Rebolo和他的同事發展出來的。質量更大的恆星，像是我們的太陽，可以將鋰保存在外層的大氣，永遠不會獲得鋰枯竭所需要的溫度，但這可以從它們的大小與棕矮星區分開來。在質量上限的棕矮星，在它們年輕的時候就熱到可以耗盡它們的鋰。但質量超過65{\displaystyle M_{J}}的棕矮星，在它們5億歲的時候也會耗盡它們的鋰[Kulkarni]，因此這種測試還不是完美的。